# Albino Principe
Albino Principe (* 16. November 1905 in Neapel; † 27. April 1980 in Rom) war ein italienischer Schauspieler, Filmregisseur und -produzent.

## Leben
Principe war Theaterschauspieler, bevor er 1934 in seinem ersten Film spielte und ein Jahrzehnt lang in mittleren und kleinen Nebenrollen meist unscheinbare Charaktere gab (so war er in seinem ersten Film als Pianist besetzt). Nach dem Zweiten Weltkrieg trat er sehr viel seltener vor die Kamera – seinen letzten Auftritt hatte er 1964 – und verfolgte stattdessen eine Karriere als Produzent und Drehbuchautor (ab 1952) und gelegentlicher Regisseur (ab 1958, insgesamt vier Filme) von Gebrauchsware, die nicht aus der Masse der Produktionen hervorragte. Mit Beginn der 1970er Jahre zog er sich ins Privatleben zurück.

## Filmografie (Auswahl)
Schauspieler
- 1934: Come le foglie
- 1964: Il disco volante

Produzent und Drehbuchautor
- 1954: La colpa di una madre
- 1955: Rebell für die Freiheit (Il mantello rosso)
- 1967: Gli amori di Angelica

Regisseur
- 1958: Il segreto delle rose (auch Drehbuch)
- 1970: Un giorno, una vita (auch Produktion und Drehbuch) (als Alan Prince)